# Münchner Straßenschilder
Die Münchner Straßenschilder sind charakteristische Emailtafeln mit den Münchner Straßennamen in weißer Schrift auf blauem Grund. Sie hielten schon früh Einzug, vermutlich schon Anfang des 20. Jahrhunderts. Die andernorts weit verbreiteten Zinkgusstafeln gab es entweder überhaupt nicht oder es sind keine erhalten geblieben. Die ersten Straßenschilder in München waren Holztafeln, die 1801 an den Straßenecken angebracht wurden.
Wenn auch heute die meisten der Straßennamenschilder in München ein einheitliches Gestaltungsbild haben, so gab es im Laufe der Zeit doch erheblich voneinander abweichende gestalterische Versionen.

## Schilder in Versalschrift
Wohl der älteste, sehr seltene Tafeltyp in Versalien.

### Bislang bekannte Standorte
Die Namen sind jeweils so wiedergegeben wie auf der Tafel stehend – also z. B. „Straße“ oder „Str.“, mit oder ohne Bindestrichen usw.

#### Originalschilder
1. ALPEN STR. (Ecke Tegernseer Landstr. / abgebaut 2005–10)
2. AM EINLASS (Ecke Blumenstr.)
3. AM MÜHLBACH (Ecke Kupferhammerstr.)
4. BLUTENBURG STR. (Ecke Nymphenburger Str.)
5. BRIENNER STR. (ggü. Wittelsbacherpl.)
6. FLUR STR. (Ecke Kirchenstr. / abgebaut 2007 oder 2008)
7. FRAUENPLATZ 10
8. LEONHARD STR. (Ecke Wolfgangstr.)
9. OB. WEIDEN STR. (Ecke Birkenau)
10. PAULANER PL. (Ecke Lilienstr. / abgebaut 2006–10)
11. PAULANER PL. (Nordost-Ecke / abgebaut 2006–10)
12. WENDELSTEIN STR. (Ecke St.-Martin-Str.)

#### Nachahmungen
1. PETERS PLATZ (südl. Einmündung zum Rindermarkt / Blockschrift-Nachahmung)
2. RINDERMARKT (Ecke Petersplatz)

### Übersichtskarte
Legende: rot = aktuelle Standorte, orange = abgebaute Schilder, blau = Nachahmungen (siehe auch unten)

## Schilder in Antiquaschrift mit ausgeprägten Serifen
Antiquaschrift mit ausgeprägten Serifen, zum Teil vermutlich schon aus der Zeit ab 1910, mit Sicherheit vor dem Ersten Weltkrieg.

## Schilder in kontrastbetonter Antiquaschrift
Der Kontrast zwischen Haar- und Schattenstrichen ist gegenüber Type 1 viel ausgeprägter, „Straße“ ist immer ausgeschrieben. Charakteristisch auch das "ß" mit der Unterlänge rechts.

## Schilder in enggesetzter Antiquaschrift
Vermutlich seit Ende der zwanziger Jahre gebräuchlich. Könnte bis zur Einführung der aktuellen Schrifttype (s. Type 7) in Verwendung gewesen sein, mit Unterbrechung durch die Frakturschrift in Type 4. Das „ß“ hat gegenüber demjenigen aus Type 2 eine ausgeprägte Unterlänge links. Die Schrift ist gegenüber Type 2 etwas enger, „Straße“ ist ebenfalls immer ausgeschrieben.

## Schilder in Frakturschrift
Schilder in Textura-, Schwabacher- und Frakturschrift, vermutlich ab Ende der zwanziger oder Anfang der dreißiger Jahre. Nur noch relativ wenige Schilder im Stadtbild vorhanden.

### Bislang bekannte Standorte
Die Namen sind jeweils so wiedergegeben wie auf der Tafel stehend – also z. B. „Straße“ oder „Str.“, mit oder ohne Bindestrichen usw. Eine Übersichtskarte findet sich unten.

#### Originalschilder
1. Agnes-Bernauer-Str. (Ecke Fürstenrieder Str. / 2005 abgebaut)
2. Albanistraße (Ecke Asamstr.)
3. Alfred-Schmidt-Straße (Ecke Pognerstr.)
4. Alpenstraße (Ecke Tegernseer Landstr.)
5. Alpseestraße (Ecke Linderhofstr.)
6. Am Feuerbächl (Ecke Ohlmüllerstr.)
7. Anglerstraße (Ecke Ganghoferstr.)
8. Baldurstraße (ggü. Dantestr.)
9. Bayersdorferstraße (Ecke Klugstr.)
10. Bernhard-Borst-Straße (Ecke Hildebrandstr. / Sonderschrifttyp)
11. Birkenfeldstraße (Ecke Simmernstr.)
12. Birkenfeldstraße (im Übergang zur Heidelberger Str.)
13. Brennerpaßstr. (Ecke Brixener Weg)
14. Brosamerstraße (Ecke Sandrartstr.)
15. Brosamerstraße (ggü. Sturmstr.)
16. Chiemgaustraße (Ecke Schwanseestr.)
17. Dachauer-Straße (Ecke Lampadiusstr.)
18. Dudweilerweg (Ecke Josef-Beiser-Str., Ostseite)
19. Dudweilerweg (Ecke Josef-Beiser-Str., Westseite)
20. Echelsbacher Str. (Ecke Treffauerstr.)
21. Eibseestraße (Ecke Waldfriedhofstr.)
22. Emil=Geis=Straße (Ecke Lechnerstr.)
23. Ennemoserstraße (Ecke Wimmerstr.)
24. Esebeckstraße (Ecke Klugstr.)
25. Fachnerstraße (Ecke Perkhoferstr.)
26. Fockensteinstraße (Ecke Bayrischzeller Str.)
27. Franz-Gruber-Str. (Ecke Hofangerstr.)
28. Franziskanerstraße (Ecke Rosenheimer Platz)
29. Friedenheimer Str. (Ecke Camerloherstr.)
30. Fürstenrieder Str. (Ecke Agnes-Bernauer-Str. / 2005 abgebaut)
31. Geibelstraße (Ecke Schumannstr.)
32. Geigerstraße (Ecke Agricolastr.)
33. Graswanger Str. (Ecke Linderhofstr.)
34. Grosjeanstr. (Ecke Rudliebstr.)
35. Gunzenlehstraße (Nähe Camerloherstr.)
36. Harmatinger Str. (Ecke Schongauerstr.)
37. Heinr.=Goebel=Str. (Ecke Becherstr.)
38. Hildebrandstraße (Ecke Pickelstr.)
39. Holbeinstraße (Ecke Beetzstr.)
40. Holmbergstraße (Ecke Zuccalistr.)
41. Hornsteinstraße (über Isarring)
42. Ismaninger Straße (ggü. Händelstr. / 2006 abgebaut)
43. Ismaninger Straße (ggü. Siebertstr.)
44. Karl-Theodor-Straße (Ecke Belgradstr. / 2005 abgebaut)
45. Krumbadstraße (Ecke Bad-Kreuther-Str.)
46. Lamontstraße (Ecke Geibelstr.)
47. Laurinplatz (Nähe Langobardenstr.)
48. Lengmoosstr. (Ecke Brixener Weg)
49. Lenzfrieder Str. (Nähe Simeonistr.)
50. Linderhofstraße (ggü. Farchanter Str.)
51. Linderhofstraße (Ecke Wessobrunner Platz)
52. Löfftzstraße (Ecke Bernhard-Borst-Str.)
53. Mangfallplatz (Ecke Oberbiberger Str.)
54. Marktstraße (Ecke Hesseloherstr.)
55. Martin-Luther-Straße (Ecke Weinbauernstr.)
56. Mauerkircherstraße (Ecke Felix-Dahn-Str.)
57. Merzbacherstraße (Ecke Klugstr.)
58. Mondstraße (Nähe Voßstr.)
59. Mozartstraße (Ecke Herzog-Heinrich-Str.)
60. Mühlbaurstraße (Ecke Stuckstr.)
61. Neumarkter Str. (über Leuchtenbergring)
62. Oberauer Str. (Ecke Franz-Senn-Str.)
63. Oberbiberger Straße (Ecke Methfesselstr.)
64. Oberländerstraße (Ecke Danklstr.)
65. Ohlmüllerstraße (Ecke Falkenstr.)
66. Passauerstraße (Ecke Schneemannstr.)
67. Paulsdorfferstraße (ggü. Peter-Henlein-Str.)
68. Penzberger Str. (Ecke Fernpaßstr.)
69. Perkhoferstraße (Ecke Fachnerstr.)
70. Peter Henlein Straße (Ecke Paulsdorfferstr.)
71. Pickelstraße (Ecke Dachauer Str.)
72. Pilgersheimer Str. (ggü. Kühbachstr.)
73. Pilgersheimer Str. (Ecke Waldeckstr. / abgebaut 2005–09)
74. Pöhlmannstraße (Ecke Lutzstr.)
75. Pollinger Str. (Ecke Schongauerstr.)
76. Poschingerstraße (Nähe Kolbergerstr.)
77. Ramungstraße (Nähe An der Stemmerwiese)
78. Rappstraße (Ecke Agricolastr.)
79. Rauchstraße (Ecke Ismaninger Str.)
80. Rosenheimer Pl. (Ecke Franziskanerstr.)
81. Saint=Privat=Straße (Ecke Prinzregentenstr. / abgebaut 2006–11)
82. Schloß=Berg=Straße (Ecke Hohenschwangauplatz, Ostseite)
83. Schloß=Berg=Straße (Ecke Hohenschwangauplatz, Westseite)
84. Schumannstraße (Ecke Holbeinstr.)
85. Schyrenstraße (Ecke Claude-Lorrain-Str.)
86. Seefelder Str. (Ecke Cimbernstr.)
87. Simmernstraße (Ecke Hörwarthstr.)
88. Steinhauser Straße (Ecke Zaubzerstr.)
89. Sturmstraße (Ecke Brosamerstr., Ostseite)
90. Sturmstraße (Ecke Brosamerstr., Westseite)
91. Sturmstraße (Ecke Veit-Stoß-Str.)
92. Valleystraße (Ecke Aberlestr.)
93. Veit-Stoß-Str. (Ecke Sandrartstr. / Sonderschrifttyp)
94. Voitstraße (Ecke Dachauer Str.)
95. Walchstatter Str. (Ecke Scharnitzstr.)
96. Waxensteinstraße (ggü. Eschenloher Str.)
97. Werdenfelsstraße (ggü. Herrschinger Str.)
98. Werinherstraße (Ecke Herzogstandstr.)
99. Werneckstraße (Ecke Feilitzschstr.)
100. Wessobrunner Pl. (Ecke Linderhofstr.)
101. Wessobrunner Platz (Ecke Werdenfelsstr.)
102. Wilderich-Lang-Str. (Ecke Donnersbergerstr.)
103. Wimpfener Str. (Ecke Valpichlerstr.)
104. Wollanistraße (Ecke Weiskopfstr.)
105. Zenettistraße (Ecke Adlzreiterstr.)

#### Nachahmungen
1. Bäckergaßl (im Schwester-Adelmunda-Weg) [kein offizieller Straßenname, schwarze Schrift auf weißem Grund]
2. Bayern-Allee (am Haus Schneeglöckchenstr. 67) [kein offizieller Straßenname]
3. Biergarten (Ecke Herzog-Wilhelm-Str. / Kreuzstr.) (kein offizieller Straßenname, sehr kleines Schild mit Zierrahmen)
4. Clemensstraße (Ecke Bismarckstr.)
5. Entenbachstraße (Ecke Ohlmüllerstr.)
6. Erwin-Reischl-Platz (Truderinger Str., im Garten ggü. Schwanhildenweg) [kein offizieller Straßenname]
7. Eustachius-Kugler-Weg (Romanstr. 93a, westl. Klinikfreigelände) [kein offizieller Straßenname]
8. Föhlinger Weg (Einfahrt Rotfuchsweg 18) [kein offizieller Straßenname]
9. Fritz-Uhl-Platz (Haushamer Str. 3, Nähe Mangfallpl.) [kein offizieller Straßenname]
10. Ohlmüllerstraße (Ecke Entenbachstr.)
11. Otto-Biermann-Platz (ostseitige Ecke Riemer Str. / Martin-Empl-Ring) [kein offizieller Straßenname, weiße Schrift auf grünem Grund]
12. Landsberger Str. (Ecke Grasserstr.)
13. Liebigstraße (Ecke St.-Anna-Str.)
14. Milchstr. 12
15. Neuturmstraße 1 (Ecke Bräuhausstr.)
16. Pater-Emmeram-Allee (Kirchhof St. Theresia, Eingang Fuetererstr.) [kein offizieller Straßenname]
17. Pechdellerstr. (Ecke Haselburgstr.)
18. Pilgersheimer Str. (Ecke Waldeckstr.)
19. Tal (Ecke Radlsteg) [Zierstein in der Fassade, Schrift eingemeißelt]

### Standort-Übersichtskarte
Legende: rot = aktuelle Standorte, orange = abgebaute Schilder, blau = Nachahmungen (siehe auch unten)

## Schilder in Antiquaschrift ohne Zierrahmen
Einführungsdatum liegt möglicherweise in den 1950er Jahren. Weist bereits die aktuelle Schrift (s. Typ 7) auf, doch ist das Blau sehr dunkel. Überdies ist der weiße Zierrahmen nicht vorhanden.

## Schilder in Groteskschrift
Tafeln sind nicht aus Email, nicht bombiert und mit abgerundeten Ecken. Bei der Schrift handelt sich um die Münchener Verkehrsschrift, ein Derivat der Schrift Univers, die bereits anlässlich der Olympischen Spiele in München 1972 eingeführt wurde. Das Redesign der Ursprungsschrift hatte Otl Aicher übernommen.
In der Münchener Verkehrsschrift wurden auch U-Bahn-Beschriftungen, Zielschilder von Trambahnen usw. ausgeführt, bis die Münchner Verkehrsgesellschaft (MVG) um 2002 die „Vialog“-Schrift einführte. Vor allem die Altstadt, Neuperlach (inzwischen nicht mehr) und die Gegend um den Olympiapark wurden großzügig mit diesem Schildertyp bestückt. Später forderten die konservativen Münchner aber ihre alten Emailtafeln zurück, so dass diese Type schon lange nicht mehr das Straßenbild dominiert.

### Sondervariante der Groteskschriftschilder im Olympiapark
Im Olympiapark finden sich zwei Schilder, die von ihrer Erscheinung her einzigartige Charakteristiken besitzen: es handelt sich um eine Groteskschrift in Kapitälchen, die in weiß auf einem Grund im typischen Olympiablau aufgebracht ist. Die Schilder besitzen einen Zierrahmen wie bei Type 7 und sind deutlich größer als üblich.
Bislang bekannte Standorte:
1. MUNICH OLYMPIC WALK OF STARS (an der Westseite des Willi-Daume-Platzes)
2. MUNICH OLYMPIC WALK OF STARS (an der Ostseite des Willi-Daume-Platzes)

## Schilder in aktueller Antiquaschrift
Die aktuelle Type, vermutlich ab Mitte der Fünfziger Jahre, mit Unterbrechung durch Type 6.
Bislang bekannte Standorte mit mehrzeiligen Straßennamen ("|" = neue Zeile):
1. Butter- | melcher- | straße (Ecke Klenzestr.)
2. Franz-Joseph- | Straße (Ecke Leopoldstr.)
3. Fürstenfelder | Straße (Ecke Sendlinger Str.)
4. Gustav- | Schwab- | Straße (Ecke Baumkirchner Str.)
5. Hermann- | Lingg-Str. (Ecke Bayerstr.)
6. Maximilians- | Platz (Ecke Pacellistr.)
7. Maximilian- | straße (ggüb. Alfons-Goppel-Str.)
8. Ohlmüller- | straße (Ecke Eduard-Schmid-Str.)
9. Platz der Opfer des | Nationalsozialismus (Ecke Brienner Str.)
10. Wörth- | straße (Ecke Milchstr.)

## Schild in Groteskschrift-Versalien
Eine Sondertype, die bislang nur an einer Stelle festgestellt werden konnte:
1. CHORHERRSTR. (Ecke Johannispl.)

## Weitere Schildertypen
Über obige Typen hinaus gibt es eine Vielzahl offensichtlich privater Straßenschilder, die hier nicht alle aufgeführt werden können.
Bei den folgenden Schildern hingegen wird vermutet, dass diese auch Bestandteil offizieller Typen gewesen sein könnten:

### Schwabinger Antiqua
Bislang bekannte Standorte:
1. Feilitzsch-Str. (ggü. Gunezrainerstr.)
2. Kefer-Str. (Nähe Jungwirthstr.)
3. Klug-Str. (Ecke Paschstr.)
4. Marschall-Str. (Ecke Marktstr.)
5. Occam-Str. (Ecke Haimhauserstr.)
6. Schneckenburger-Str. (Ecke Kuglerstr.)

### Venezianische Renaissance-Antiqua
Bislang bekannte Standorte:
1. Cimbernstraße (ggü. Zirler Str.)
2. Kopernikusstraße (Ecke Keplerstr.)

### Groteskschrift in Metallguss
Bislang bekannte Standorte:
1. Dompfaffweg (Ecke Adlerstr.)
2. Flensburger Str. (Nähe Glücksburger Str.)
3. Georgenschwaigstr. (Ecke Knorrstr.)
4. Havelstraße (Ecke Weltenburger Str.)
5. Osserstraße (Ecke Böhmerwaldplatz)
6. Pronnerpl. (Ecke Von-der-Pfordten-Str.)
7. Steubstraße (Ecke Pienzenauerstr.)

### Nordwest-Groteske
Bombierte Schilder in Groteskschrift, die bislang überwiegend im Münchner Westen und Nordwesten festgestellt werden konnten. Diese besitzen offensichtlich einen historischen Bezug, da sie zumeist an Gebäuden angebracht sind, die vor dem Zweiten Weltkrieg erbaut wurden.
Bislang bekannte Standorte:
1. Christoph-Probst-Str. (vor Hs.Nr. 10)
2. Christoph-Probst-Str. (im Nordknick)
3. Horwerkstraße (Ecke Sandrartstr.)
4. Institut Str. (ggü. Schmiedwegerl)
5. Korbinian-Beer-Straße (Nähe Rueßstr., Ostseite / abgebaut 2006–07)
6. Korbinian-Beer-Straße (Nähe Rueßstr., Westseite / abgebaut 2006–07)
7. Marktstraße (Ecke Haimhauser Str.)
8. Mauerkircherstr. (westl. Kufsteiner Platz)
9. Planegger Str. (ggü. Ebenböckstr.)
10. Sankt-Johann-Straße (Ecke Franz-Nißl-Str.)
11. Scharnhorststraße (Ecke Feldmochinger Str.)
12. Spiegel-Str. (Ecke Gleichmannstr.)
13. Weißenburger Platz (Ecke Metzstr. / abgebaut 2006–11)

### Innerstädtische Vorort-Groteske
Es handelt sich hierbei um Schilder in Groteskschrift, wie sie in den Umlandgemeinden sehr häufig anzutreffen sind. In München stellen sie allerdings eine Rarität dar. Vom Aufbau her handelt es sich um ein dunkelblaues Schild mit weißer Schrift und abgerundeten Ecken, das von einem weißen Rohr eingefasst ist.
Bislang einzig bekannter Standort:
1. Maria-Ward-Straße (am westlichen Ende der Stichstraße bei Hausnr. 1)

### Wohnbau-Groteske
Von der Gestaltung den Schildern der Nordwest-Groteske sehr ähnlich, jedoch nicht bombiert und fast ausschließlich an Nachkriegs-Mietshäusern angebracht. Vermutlich werden diese von der entsprechenden Wohnbaugesellschaft und nicht von der Landeshauptstadt München angebracht. Verwendet wird die DIN-Schrift, die auf deutschen Straßenschildern allgemein sehr geläufig ist.
Bislang bekannte Standorte:
1. Ayingerstraße (Ecke Führichstr.)
2. Bayrischzeller Straße (Ecke Walchenseeplatz)
3. Bernrieder Str. (Ecke Ettalstr.)
4. Denisstr. (bei Hausnr. 5)
5. Clemensstraße (Ecke Leopoldstr.)
6. Dientzenhoferstraße (ggü. Humannweg)
7. Ettalstraße (Ecke Waldfriedhofstr.)
8. Fischbachauer Straße (Ecke Perlacher Str., Ostseite)
9. Fischbachauer Straße (Ecke Perlacher Str., Westseite)
10. Geroltstraße (Ecke Tulbeckstr.)
11. Geroltstraße (Ecke Gollierstr.)
12. Gerhardstr. (Ecke Agilolfingerplatz)
13. Gleichmannstraße (Ecke Pasinger Bahnhofsplatz)
14. Herzogstandstr. (Ecke Perlacher Str.)
15. Kidlerstraße (Ecke Lindwurmstr. [nicht sicher])
16. Lalidererstraße (Ecke Piusplatz)
17. Landlstraße (Ecke Deisenhofener Str.)
18. Landlstraße (Ecke Rotwandstr.)
19. Landlstraße (Ecke Walchenseeplatz)
20. Limesstraße (bei Hausnr. 50)
21. Mauerkircherstr. (bei Hausnr. 1a)
22. Methfesselstraße (Ecke Oberbiberger Str.)
23. Öcklweg (Ecke Heckenstallerstr.)
24. Ofterdingenstraße (Ecke Hawartstr.)
25. Perlacher Straße (Ecke Untersbergstr.)
26. Pfänderstraße (Ecke Hilblestr.)
27. Preysingplatz (Nähe Eggernstr.)
28. Rißbachstraße (Ecke Herzogstandstr.)
29. Rottacher Straße (Ecke Perlacher Str.)
30. Rottacher Straße (Ecke Walchenseeplatz)
31. Sophienstraße (ggü. Katharina-von-Bora-Str.)
32. Staltacher Str (Ecke Waldfriedhofstr.)
33. Untersbergstraße (Ecke Landlstr.)
34. Valeppstraße (Ecke Perlacher Straße)
35. Walchenseeplatz (Ecke Bayrischzeller Str.)
36. Waldfriedhofstr (Ecke Ettalstr.)
37. Waldfriedhofstr (Ecke Staltacher Str.)
38. Wollanistr. (2006 abgebaut)

### Neue Wohnbau-Groteske
Ein Schild in der Schrift Helvetica.
Bislang bekannte Standorte:
1. Bayrischzeller Str. (Ecke Valeppstr.)
2. Marianne-Plehn-Str. (Ecke St.-Augustinus-Straße)
3. Valeppstraße (Ecke Perlacher Str.)